# St.-Nikolai-Kirche (Aken)

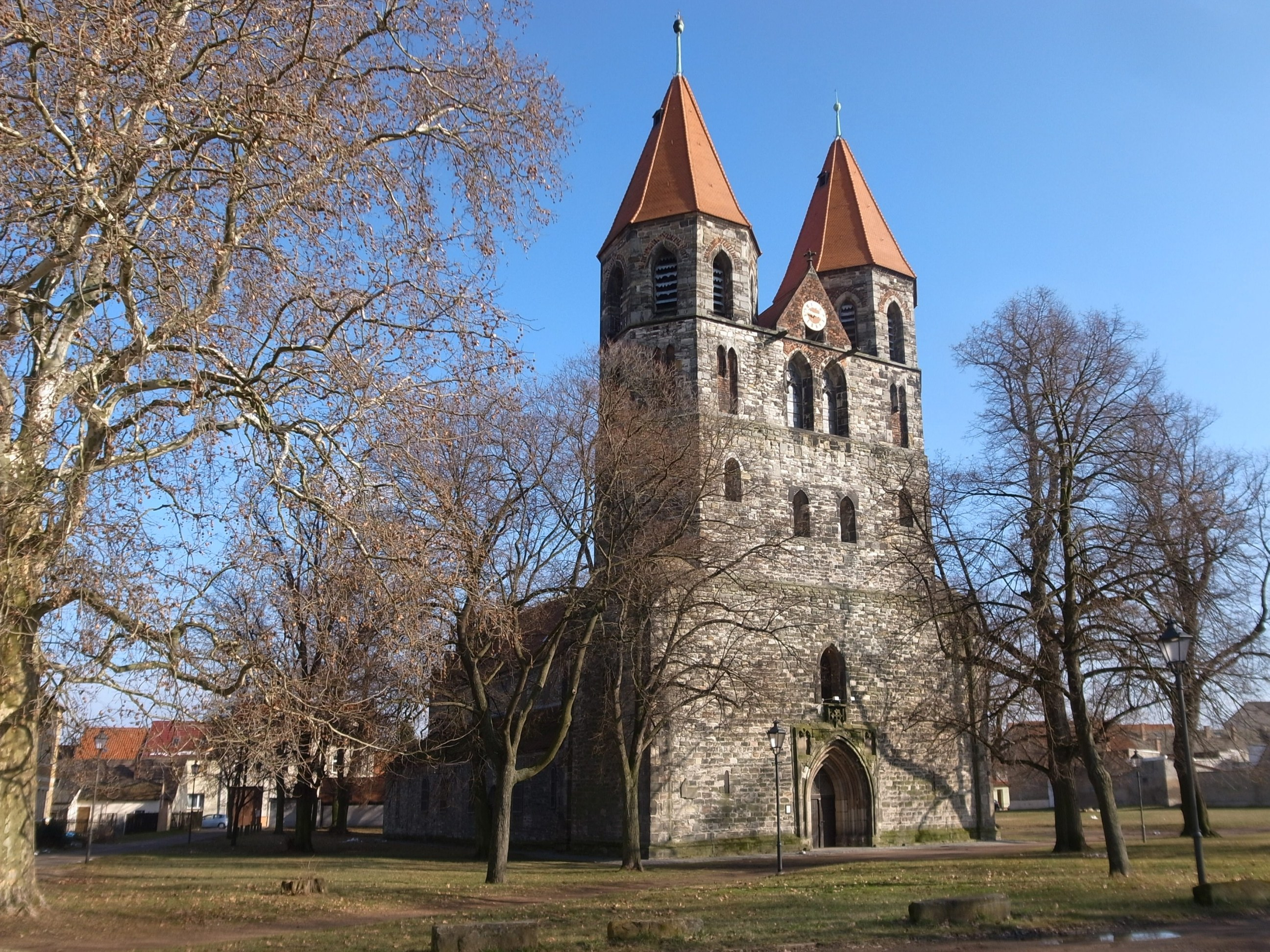
Nordwest-Ansicht

Die evangelische St.-Nikolai-Kirche in Aken (Elbe) ist eines der ältesten Bauwerke der Stadt.

## Geschichte
An dieser Stelle befand sich eine Heilig-Geist-Kapelle, wahrscheinlich zu einem Heilig-Geist-Hospital. Diese wurde erstmals 1265 in den Akener Schöffenbüchern erwähnt. 1270 stiftete Herzog Johann I. von Sachsen dort eine Nikolaikirche und gründete ein Kollegiatstift. Die Stiftung wurde vom Erzbischof Konrad von Magdeburg bestätigt, ebenso von König Rudolf.
Das Stift wurde mit einigen Privilegien  und Besitzungen ausgestattet: es besaß das alleinige Schulrecht in Aken, eine eigene Gerichtsbarkeit und eigene Zoll- und Abgaberechte. Außerdem wurde ihm die Marienkirche als Filialkirche unterstellt.
Nachdem das Stift 1558 aufgehoben worden war, wurde die Nikolaikirche zunächst nur noch für Begräbnisse genutzt und von 1712 bis 1831 der reformierten Gemeinde überlassen.

## Baugeschichte
Etwa ab 1270 wurde eine dreischiffige Pfeilerbasilika im spätromanischen Stil errichtet.
Durch ein Elbehochwasser wurde die Kirche 1316/17 erheblich beschädigt, sodass umfangreiche Erneuerungen vorgenommen werden mussten, die bis 1335 andauerten. Dabei wurden dem Bau frühgotische Elemente hinzugefügt. Die Westfassade wurde um zwei Geschosse erhöht, denen zwei oktogonale Zwillingstürme mit Faltdach aufgesetzt wurden. Der romanische Chor wurde durch einen gestreckten Rechtecksbau ersetzt. Die rundbogigen Portale im Nord- und Südschiff erinnern noch an den romanischen Bau, weitere romanische Elemente sind neben gotischen Verzierungen an den Kapitellen und Kämpfern des Südportals zu erkennen. Eine Besonderheit stellt ein schreitender Löwe dar, der in einem Tympanon im nördlichen Portal abgebildet ist. 
Bei einer 1882 bis 1884 durchgeführten umfangreichen Renovierung wurde der gotische Charakter der Kirche weiter verstärkt. Nach 1945 wurden zunächst keine substanzerhaltenden Arbeiten vorgenommen, sodass sich der Zustand des Gebäudes zunehmend verschlechterte. Eine in den 1980er Jahren begonnene Sanierung wurde erst 1996 mit der Neudeckung der beiden Doppeltürme abgeschlossen.

## Innengestaltung
Das Innere des Hauptschiffs wird durch eine flache Holzdecke geschlossen. Zur ursprünglichen Ausstattung der Kirche gehören eine große gotische achteckige Sandsteintaufe sowie zwei Figurengrabsteine aus dem 14. Jahrhundert mit Geistliche darstellenden Ritzzeichnungen. Aus der seit 1983 baupolizeilich gesperrten Akener Marienkirche wurden ein spätgotischer Flügelaltar und ein Triumphkruzifix (um 1485) sowie die neugotische hölzerne Empore und die Orgel aus dem 19. Jahrhundert übernommen. Der Altar zeigt im Mittelschrein Maria mit dem Christuskind und die Heiligen Anna und Barbara. In den Seitenflügeln sind zwölf Apostel und weitere Heilige dargestellt. Die von dem Hausneindorfer Orgelbauer Ernst Röver geschaffene Orgel ist mit einem pneumatischen Werk ausgestattet und hat 26 Register auf zwei Manualen und Pedal.